# ماجي سيمبسون
مارغريت إيفلين «ماغي» سيمبسون هي شخصية خيالية في مسلسل الرسوم المتحركة التلفزيوني عائلة سمبسون. ظهرت لأول مرة على شاشة التلفزيون في برنامج تراسي أولمان ضمن فقرات سيمبسون القصيرة، وأول فقرة ظهرت فيها كانت «ليلة سعيدة» في 19 أبريل 1987. تم إنشاء ماغي وتصميم شخصيتها من قبل رسام الكاريكاتير مات غرينينغ بينما كان ينتظر في بهو مكتب المنتج جيمس بروكس. أخذ غرينينغ اسم الشخصية من شقيقته الصغرى. استمر ظهورها على عرض تراسي أولمان لثلاث سنوات، ثم تم منح الشخصيات سلسلتها الخاصة على شبكة فوكس التلفزيونية وبدأ عرضه في 17 ديسمبر 1989.
ماغي هي أصغر أطفال هومر ومارج، وأخت بارت وليزا. وتهي تظهر وهي تضع في فمها لهاية حمراء، وكثيرا ما تتعثر بثيابها عندما تسير (وهي نكتة بقيت معها في المواسم السابقة). وبما أنها رضيعة، فهي لا تتكلم، وإن كانت تتحدث في برنامج تريسي أولمان. وهي نظيرة ليزا سيمبسون.
رغم من أنها نادرا ما تتحدث، فهي دائما تصدر ضوضاء مص مميزة بلهايتها، والتي أصبحت مرادفة لشخصيتها. تم إصدار صوت اللهاية من قبل المنتج مات غرينينغ والمنتج السابق غابور تشوبو. وتقدم نانسي كارترايت حاليا أجزاء لماغي من حين لآخر، بالإضافة إلى أصوات أخرى، ولكن قدم صوتها أيضا نجوم ضيوف مثل جيمس إيرل جونز وإليزابيث تايلور وجودي فوستر، ومن خلال الممثلين المنتظمين في المسلسل ياردلي سميث وهاري شيرر. وقد ظهرت ماغي في وسائل الإعلام المختلفة المتعلقة بالمسلسل - بما في ذلك ألعاب الفيديو، فيلم سمبسون، سمبسون رايد والإعلانات التجارية والقصص المصورة - وألهمت مجموعة كاملة من البضائع.